# 钢锁
鋼鎖（英語：Grimlock）是一位來自《變形金剛》系列作品的虛構角色，他的背景和設定隨著世界觀的不同而異。通常是博派(Autobot)成員，並且是恐龍金剛(Dinobots)的首領，變形成一隻機械暴龍、實力強大。在某些版本中，鋼鎖他說話的風格特殊，他永遠以「俺」(Me)自居，而不說「我」(I)，原因隨世界觀而異，在漫威漫畫世界觀是因為他想讓人低估他的智能；G1卡通版是因為他只擁有簡單的智能；Dreamwave世界觀是因為受到病毒感染；IDW世界觀則是由於語言處理器受損。

## 動畫

### G1世界觀
在最早的G1動畫世界觀中，鋼鎖首次出場。他和其他機器恐龍一樣，是博派在方舟號(The Ark)墜落的火山裡看到恐龍化石後，由輪傑(Wheeljack)和飛輪(Ratchet)製造出來的強大戰士。此版本的鋼鎖身材高大、力量強大，是博派中強大的戰鬥力。身體主要以灰色為主，雙臂在恐龍形態下變成雙腿因此特別強壯，頭部是黑色的，並帶有單一目鏡，腿上有紅藍綠色的電子燈光點綴，武器包括雷射槍、一把噴火劍，並能在暴龍型態從口中噴火。變形成一隻機械暴龍。剛開始個性驕傲而不願聽從柯博文(Optimus Prime)等博派的指揮，但之後個性有所轉變。至今仍未解释为什么钢锁和其他機器恐龍具有只有来自賽博坦(Cybertron)上的魔力神球(Vector Simga，賽博坦超級電腦)才提供的性格。很明显在变形金刚中，个性和大脑是由很大的不同的，他们的大脑简单，而真正使他们有意识的是「个性」。为了忽略这种关于机器恐龙性格上前后矛盾的设定，官方对 「个性」或者说「火种」有了附加的说明。
以下是鋼鎖原始玩具包裝上的敘述：「鋼鎖是力量最強大，同時也是最令人生畏的恐龍巴特，是一個冷血但勇猛的戰士。他藐視權威與任何弱者，包括人類在內。」

#### 劇情表現
当地球上的博派在他们的火山基地的山洞中发现恐龙化石时，因为被这些史前生物深深吸引，加上斯派克提供的相关知识，他们走上了制造機器恐龍的道路。輪傑和飛輪创造了三隻機器恐龍—钢锁、铁渣(Slag)和淤泥(Sludge)。
不幸的是，对于这些作为模板的古生物来说，輪傑和飛輪的设计有点过于精细，以至于当機器恐龍原始的大脑失控时，钢锁几乎毁掉了显像一号。柯博文认为使用機器恐龍过于危险，因此重新把他们封闭回了山洞中。但是当大部分博派被狂派(Decepticon)俘虏时，輪傑释放了機器恐龍去营救他的同伴。在装备了新装置后，他们的大脑得到了更好的控制，然而智力削弱导致了機器恐龍變得思想缓慢、思路简单、说话简短。但最后他们三个还是成功的营救出了博派同伴，柯博文在最后也承认弃用機器恐龍是个错误。
私下里钢锁一直认为柯博文过于弱小而不适合领导他们，因此他想取代之成为领袖。当音波(Soundwave)阅读出钢锁的思想并了解到其恨意时，密卡登(Megatron)耍诡计使機器恐龍倒戈袭击并俘虏了柯博文。为了阻止叛变的柯博文，嚎叫(Snarl)和飞镖(Swoop)这两只新的機器恐龍被制造了出来。最后当柯博文冒着生命危险把钢锁从爆炸中拯救出来时，钢锁承认了自己的错误，并回到博派的行列当中，他难得真诚并谦虚的向柯博文道歉，最后兩人冰释前嫌。
虽然满意仅仅作为战士而不是领袖，钢锁始终在接受命令上有各种麻烦。只有在严峻的自然灾害（比如賽博坦被拉入地球的轨道，如果不出手自己也要被毁灭）的情况下，钢锁才愿意帮忙。機器恐龍大部分時間是作为非常规部队使用，只有博派需要额外的援助时才会召唤他们。比如大西洋海底人对华盛顿的入侵、狂派控制TORQ III 超级电脑时。每次帮助博派，钢锁都会刻薄的评价博派的無能為力。同样，钢锁也愿意去承认自己手下的失败，為此他曾經把機器恐龍带到恐龙岛的野外進行训练，同時也阻止了狂派对这个史前天堂的掠夺。
钢锁最后一次开小差使他和他的恐龙们在機場中了狂派的圈套而受了重伤，之后愤怒的他拒绝接受柯博文的任何命令，并带领機器恐龍离开了方舟号。当博派遇到超能量體(Energon)缺乏危机时，史派克‧維特维基(Spike Witwicky)和他的女朋友凯莉尝试去说服那些因为在地球建造不需要賽博坦所以还在正常运作的機器恐龍，利用狂派的太空桥去賽博坦偷点超能量體回来。钢锁带领他的恐龙兄弟们到了賽博坦，但却被震盪波(Shockwave)俘虏，被送去超能量體礦場干活，直到斯派克和凯莉前来营救，他们才重新回到了地球。虽然心里不情願，但是钢锁答应繼續听从柯博文的命令。
到了2005年，钢锁的性格似乎发生了些变化，变得更加孩子气和单纯而不是野蛮和顽固。并且和其他機器恐龍一样，钢锁一直保持着恐龙形态而很少变回人形。整个2006年，他都和其他博派而不是和他的機器恐龍并肩战斗。
在78集《金大王和红衣法师》中，斯派克和凯莉设宴招待来访的外星使者。丹尼尔觉得无聊就在钢锁的跟随下四处溜达，结果不小心跌入了以前昆特紗人(Quintession)囚禁犯人的异次元空间中。他们滑入了尼姆尼亚国度，加入了红衣法师的阵营。直到后来他们才发现原来妄图推翻金大王（尼姆尼亚的国王）的红衣法师正是五面怪的囚徒。馬格斯(Ultra Magnus)、爆破者(Blaster)和他的磁帶金剛們尾随而来，并运用爆破者的扩音器帮助金大王击败了红衣法师，在感知器的帮助下，丹尼尔和博派重新回到了賽博坦。
钢锁也曾帮忙察出盗取古代名胜的夜间盗贼是“恐龙派”成员——铁甲龙。之后，当霸天虎首领格威龍(Galvatron)用电力转换装置干扰賽博坦时，一些离子给了钢锁超人的智慧。第一次钢锁称呼自己为「我」而不是「俺」。在一次去尤尼克隆(Unicron)头颅中执行任务时，狂派被狂派新成员、和體金剛求雨鬼所压制，钢锁利用尤尼克隆頭顱裡的零件创造了科技金剛(Technobots)，并让他们组合成了计算王(Computron)。开始神风队并不认为自己可以击败求雨鬼，直到钢锁把他獲得提升的智能输送给了计算王并恢复了自己傻恐龙的形态时，神风队才取得了胜利。
钢锁最大的胜利来自于那次被曾创造了尤尼克隆的古代智者至尊太君的助手的召唤。至尊太君的助手召唤了所有野兽形态的变形金刚，想利用他们单纯的天性去击败至尊太君新的创造物—蝎子精。但是野兽金刚们一个接一个的倒在蝎子精面前，由于一次来自铁甲龙的突然撞击使钢锁逃过一劫。然而当蝎子精回到至尊太君的实验室时，就像他的前身尤尼克隆一样，他不再被至尊太君复杂的计划和方程式给控制，此时钢锁碰巧碰到了某个开关颠倒了蝎子精能量极性，使被其毁掉的东西回复了原状，同时蝎子精也被消灭。钢锁为自己成功的拯救了宇宙而手舞足蹈，他毁掉了至尊太君的实验室，并称这是他干的最聪明的一件事。

### 變形金剛進化版(Transformers: Animated)
在2007年播出的變形金剛進化版中，鋼鎖在第二季中期出場。本作中的鋼鎖形象和G1動畫類似，但是多了深紅色的點綴。武器是一隻會噴火的巨型大劍。變形成一隻機械暴龍。美国原版配音員為大衛‧凱耶(David Kaye)，中文配音，大陸為林栋甫，台灣為夏治世，香港為张锦江，梁志达、刘昭文。
是三名機器恐龍中的領導者，其餘兩人是翼龍飛鏢和三角龍鐵渣。與前面系列一樣，說話不清楚。以「我，鋼鎖...」("Me, Grimlock...")自稱。原本是遊樂園的裝飾性機器恐龍，後來因為密卡登的計畫而讓莎莉的火種源鑰匙啟動它們而變成變形金剛。在經過大鬧城市一番之後搬到附近的一座無人島居住，但之後又被黑寡婦(Blackarachnia)利用反抗博派。

### 變形金剛：天元戰爭三部曲(Transfromers: Prime Wars Trilogy)
在本作中第二部曲《泰坦歸來》和其他機器恐龍一起出現，但剛出場就合體成為合體金剛龍焱王（Volcanicus），幾乎沒有以鋼鎖的形象做出太多表現。不過在第三季時分體，而鋼鎖本人跟隨密卡登、風刃、感應者等人一起行動，試著找到墮落金剛被封印的武器─鎮魂曲槍。

### 變形金剛：Cyberverse
在2018年的作品中，鋼鎖作為常駐角色出現。此版本的鋼鎖和先前的版本中有些不同，身體的主色從深灰色和金色變成淺灰色和黃色，並且在大腿上方、也就是機器人型態的肩膀上有飛彈艙，而且機器人型態的臉部是具有五官的臉而非先前的目鏡和口罩。另外比較特別的是，此版本的鋼鎖只有在恐龍型態時會智商降低、以「俺」自居，在機器人型態時則彬彬有禮、深具紳士風範，甚至說話時會賣弄文采。由萊恩‧安迪斯（Ryan Andes）聲演，和狂派金剛震盪波、城市泰坦鐵堡王（Iaconus）共用同一名配音員。
其在第一季末期加入大黃蜂和風刃的隊伍，並發現其錄製了一段他在史前時代和地球恐龍成為朋友的影片。第四季第一集證實，事後這支影片的訊號傳送到另一顆星球被其他變形成恐龍的變形金剛─劍龍嚎叫、雷龍淤泥、翼龍飛鏢、三角龍鐵塊收到，於是他們將鋼鎖視作自己的王而前來賽博坦跟隨他，該群恐龍金剛原本有一位領袖小臂(Tiny Arm)，其變形型態是致敬鋼鎖的模樣、變形成機械暴龍，但被沙盤(Sound)一行人殺害。這群恐龍金剛為了復仇一路追擊沙盤一行人來到賽博坦，之後遇到鋼鎖，並在意外之下使用合和之秘的力量合體成為龍焱王。

### 變形金剛：地球火種(Transformers: Earthspark)
在2022年的新作中，鋼鎖在第一季第十八集〈家〉中首次出現。其造型大致上沒有太大的變動，變形成灰色的機械暴龍，頭部是黑色的，臉部是藍色單一目鏡的面罩而沒有人臉，不過在其狂暴化時目鏡會變成紅色的。體型非常巨大，在機器人型態比大黃蜂高上兩倍左右，重踏地面時可以激發出藍色的衝擊波。個性較為輕鬆，對這些年輕的地球原生體相當友善，呈現出隨和的態度，其暴怒的個性被當成一種特殊啟動的力量。由基斯‧大衛(Keith David)聲演。
在剛出場時，鋼鎖在一間由狂派金剛雷射鳥和疾瘋在地球開設的、讓逃亡賽博坦人戰鬥的地下決鬥場擔任選手，以其恐龍型態戰鬥，最初是被柯博文賦予任務在身潛入，但之後因為被裝上了反派人類角色─在造人（Mandroid）的控制晶片而意識被控制。在大黃蜂和地球原生變形金剛(Terren)將他的晶片拆除後離開現場。
在第十九集〈冥河局勢〉再度以恐龍型態出現，初出場即攻擊大黃蜂和地球原生變形金剛們，直到被聯手壓制後、以機器人狀態暈過去。之後在艾莉塔和大黃蜂的看顧下甦醒，之後為了放鬆在任務中的壓力，花了一些時間訓練其中一個原生體破顎者(Jawbreaker，地球原生變形金剛)，但是在訓練的過程中，在控制時的景象一再出現，導致他的狂戰能力啟動不斷出錯，尤其在破顎者取得厚頭龍的變形模式後不斷想試著和鋼鎖較量，最後導致他再度變形成暴龍、並陷入狂怒，直到被艾莉塔、標籤(Hashtag，地球原生變形金剛)、破顎者聯手阻止，並被破顎者喚醒。

## 真人電影

### 《變形金剛4：絕跡重生》(Transformers: Age Of Extintion)
在2014年的真人電影中鋼鎖首次在真人電影世界觀登場，在此設定中牠和恐龍金剛同伴三角龍鐵渣、脊背龍鞭打、雙頭翼龍掃射都是名為「鐵騎」的遠古變形金剛。在初登場時四人都是地獄獵人（Lockdown）船上的囚犯，被釋放後，鋼鎖和柯博文展開決鬥而落敗，之後恐龍金剛便以野獸模式作為博派同伴的搭檔在上海戰場進行戰鬥。在片尾柯博文前往賽博坦時宣布恐龍金剛們恢復自由。
此版本的鋼鎖造型和所有其他版本都有極為巨大的落差，身體以青銅金屬原色為主，身上有類似騎士鎧甲的構造，像是裙甲、暴龍頭股造型的肩甲等等，而頭部則是有一根獨角，眼睛是雙眼、並且有電影系列特有的、複雜機械結構的嘴巴。變形為一隻巨大的機械暴龍，不過頭上有兩根尖角，在恐龍形態下可以噴火，體型十分巨大，在機器人型態約有柯博文的三倍高。另外，根據玩具和設定圖稿，鋼鎖的武器是右手拳頭便形成的圓頭釘錘和左手的狼牙棒。

### 《變形金剛5：最終騎士》(Transformers: The Last Knight)
在2017年的電影中，鋼鎖再次登場，其設定和外觀大致和前作保持不變。
在劇中透漏，在中國之戰後的幾年裡，鋼鎖與博派金剛一起躲在凱德·伊格的廢棄物場，主要以暴龍型態活動，並且養成了偷當地警長的巡洋車並將其用作咀嚼玩具的習慣。在凱德遇到一名垂死的賽伯坦騎士的那天，他回來時發現憤怒的警長要求歸還他的車輛，儘管鋼鎖試圖透過吃掉巡洋車來隱藏它，但最終被斥責將其吐了出來。凱德隨後指責他的助手吉米沒有控制住鋼鎖，但吉米指出，沒有凱德的博派就無法控制，而且鋼鎖至少曾試圖吃掉他一次。 
第二天，他們的避難所被霸天虎和變形金剛應對部隊 T.R.F. 發現。當敵人準備入侵時，凱德和博派們逃到附近的城鎮，執行他們的緊急計畫，而鋼鎖與鐵塊一起為追擊的部隊設置了陷阱，從通往城鎮的道路下方衝出並摧毀了車隊，隨後，鋼鎖及時趕到鎮上，將凱德和伊茲從街壘中救出來，用尾巴猛擊霸天虎，然後將密卡登摔倒在地，當恐懼獸跑過來幫忙時，鋼鎖抓住並摧毀了他。 然後他將注意力轉回密卡登和氮氣宙斯身上，在鋼鎖向狂派釋放了巨大的力量後，他們迅速逃跑了。 凱德被科格曼帶到英國後，鋼鎖留在了美國，並沒有參加賽伯坦的最後一戰。

## 漫畫

### 漫威漫畫
在漫威版漫畫中，鋼鎖與他的部下一開始就是方舟原始成員的一份子。當在方舟墜落到地球之後，震盪波從賽博坦來到了地球的野人島(Savage Land)。方舟的主電腦偵測到震盪波後，掃描了島上的恐龍以將機能停止的將鋼鎖與他的部下改造成為機器恐龍，他們隨即與震盪波展開戰鬥，但六人卻摔落至瀝青沼澤，並遭到崩落的岩石活埋。
由於這段戰鬥被方舟的主電腦存了下來並被飛輪發現，由於當時震盪波比機器恐龍早一步恢復機能並打敗了博派與狂派的部隊，因此飛輪決定前去找密卡登談判，並決定一起去挖掘唯一能夠匹敵震盪波的機器恐龍。但是之後密卡登違背諾言，因此雙方發生戰鬥，飛輪最後取勝利並與機器恐龍一同回到方舟。
由於柯博文遭密卡登設計而死亡，鋼鎖便接任了指揮官的職務直到柯博文復活為止。但是鋼鎖在地下堡(Underbase)之役連同其他人一起戰死，不過鋼鎖、大黃蜂及爵士(Jaxx)被飛輪以隱者戰士(Pretender)的技術修復，隨後被派去前往尋找失落的母體，以準備與即將來臨的邪神尤尼克隆之戰鬥，但三人找到母體時，母體已遭到污染，隨後更被雷翼(Thunderwing)所取走並帶去方舟上，與博派發生戰鬥。在戰鬥的最後，母體與雷翼一同被捲到太空中。由於再度失去了母體，鋼鎖決定抗命，前去外太空尋找新的能源以將戰死的同袍們甦醒。因此鋼鎖來到了一個星球，並發現了一種非常強大的能源「尼克利昂」（Nucleon）。鋼鎖成功了利用這種能源將死去的戰士甦醒，並及時回到了賽博坦加入了與尤尼克隆之間的戰鬥，支援聯軍的勢力。
由於柯博文在邪神戰爭之中再度戰死，臨死前他指名鋼鎖接任領導者的職位，並交代巡弋者(Prowl)前去通知鋼鎖。

### IDW(2005~2019)
在IDW版的世界觀中，鋼鎖和機器恐龍均有出場，其造型大致上接近G1動畫中的形象，但是隨不同刊物的美術風格而有些微變化。

### 劇情表現
在漫畫中，鋼鎖和機器恐龍原先是元祖先鋒隊(Primal Vanguard)的菁英成員，但在某次任務中，在賽博坦地底遇到因為接觸到鐵甲龍的狂暴能量而異變的怪物，當時的同隊軍醫被狂暴化的鋼鎖所殺害。
之後鋼鎖在內戰途中率領恐龍金剛小隊前往地球對抗震盪波，但是最後和其一起被活埋在地底。
過了許多年後被人類挖出來並被控制啟動，但很快就脫離控制、開始大搞破壞。

## 軼聞

### 西門‧佛爾曼的喜愛
變形金剛系列資深漫畫作者西門‧佛爾曼(Simon Furman)最喜歡的變形金剛角色就是鋼鎖，除了收藏有許多鋼鎖的玩具之外，也多次表達自己對這個角色的喜愛。至於原因部分，他說：「...Hey, he was a robotic, take-no-prisoners T-Rex. What’s not to love...」(嘿，他是一隻機械化的、不留活口的暴龍。為什麼不愛？)。

## 外部連結
- Fan page for Generation 1 Grimlock. （页面存档备份，存于） （英文）
- 变形金刚人物资料 － 钢锁 （页面存档备份，存于）

1. ↑  ,   [2023-07-16], （原始内容存档于2023-07-01） （英语）
2. ↑  . GeekTyrant. 2023-02-07  [2024-01-07] （美国英语）.
3. ↑  SimonFurmanAMA. . r/transformers. 2025-04-15  [2025-04-16].